# Ammyy Admin

Ammyy Admin — система віддаленого доступу та адміністрування, розроблена компанією Ammyy Group. Дозволяє контролювати клавіатуру і мишу, запускати програми, передавати файли. 
Ammyy Admin працює крізь NAT і не потребує зовнішніх IP адрес, встановлення додаткового ПЗ та налаштування переадресації портів. Усі дані, що передаються, шифруються за допомогою алгоритму Advanced Encryption Standard (AES) з різними ключами для кожної сесії. Ammyy Admin повністю сумісна з VNC, Terminal Server та іншими програмами віддаленого доступу.

## Можливості
- Не потрібна установка програми.
- Не потрібне переналаштування мережевих екранів і Firewall.
- Опція тільки для перегляду.
- Конфігурування прав на основі computer ID.
- Сумісна з існуючими програмами віддаленого доступу: VNC, Terminal Server та іншими.
- Підтримка Microsoft Remote Desktop Protocol (RDP).
- Може працювати як системний сервіс.
- Дозволяє віддалене перезавантаження, вхід в систему, вихід, зміну користувачів.
- Передача файлів.
- Голосовий (аудіо) чат.

## Безпека
В Ammyy Admin реалізовані такі функції безпеки: 
- Всі дані шифруються за стандартом AES, і використовуються різні ключі для кожної сесії.
- Не відкриваються порти на локальному і віддаленому комп'ютері.
- Захист від атак перебору паролів (брутфорсу).

### Подібні програми
- AnyDesk
- Radmin
- TeamViewer
- Veyon